# Heinz Geilfus
Heinz Geilfus (* 25. November 1890 in Gießen als Johannes Karl Heinrich Geilfus; † 25. Januar 1956 in Bad Nauheim) war ein deutscher Werbegrafiker, Cartoonist und Jagdmaler.

## Leben

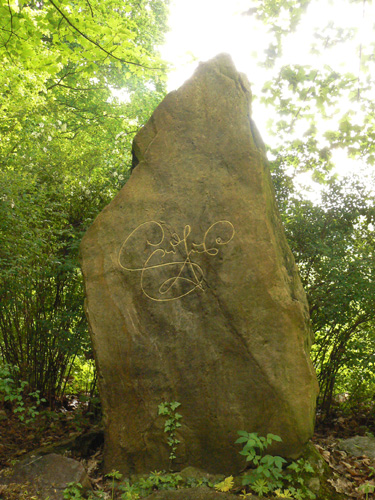
Der Gedenkstein für Heinz Geilfus am Wanderweg „Hüttenweg“

Johannes Karl Heinrich „Heinz“ Geilfus wurde Ende November 1890 als Sohn des Justizsekretärs Otto Geilfus und seiner Ehefrau Minna (geb. Rühl) in Gießen geboren. Er wuchs mit seinem jüngeren Bruder August (* 1894) auf und besuchte in Gießen die Realschule. Dann absolvierte er eine kaufmännische Lehre und eine Ausbildung zum technischen Zeichner. Ab 1911 wohnte er Saarbrücken, wo er mit verschiedenen Kunstschmiede-Werkstätten zusammenarbeitete. In Saarbrücken heiratete Heinz Geilfus am 13. Januar 1912 die ebenfalls aus Gießen stammende Modistin Wilhelmine Margarete Huppert (* 10. Januar 1885), die Tochter eines Schneidermeisters. Im Telefonbuch Saarbrücken für das Jahr 1912 wird er erstmals als „Kunstmaler“ aufgeführt. Er kehrte 1914 für kurze Zeit nach Gießen zurück.
Von 1914 bis 1920 lebte Geilfus in Berlin, wo er „künstlerische Studien“ betrieb. Ob er in diesen Jahren während des Ersten Weltkriegs auch seinen Militärdienst ableistete, ist ungewiss. Im Februar 1920 zog Geilfus mit seiner Frau nach Bad Nauheim, wo er 36 Jahre als Zeichner, Maler und Werbegrafiker lebte und wirkte. Sein Atelier befand sich an der Adresse Parkstraße 50. Als Werbegrafiker war er für die Badebetriebe und verschiedene Firmen tätig, ab 1925 auch als Illustrator für verschiedene deutsche Verlage.
Im Jahr 1943 zählte Geilfus zu den Mitbegründern des Oberhessischen Künstlerbundes.
Heinz Geilfus starb am 25. Januar 1956 im Alter von 65 Jahren in seinem langjährigen Wohnort Bad Nauheim. Wenige Wochen zuvor war am 22. Dezember 1955 auch seine Ehefrau gestorben.

## Werk
Ab 1925 war Geilfus Mitglied des Bad Nauheimer Jagdklubs. Dies wirkte sich auf ihn selbst und auf sein künstlerisches Schaffen prägend aus. In seinen Werken finden sich in Flora und Fauna eingebettete Jagdszenen, viele davon humorvoll dargestellt. Ab Mitte der 1920er Jahre illustrierte Geilfus mehrere jagdliche Witz- und Anekdotenbücher von Wilhelm Hochgreve. Das Börsenblatt für den deutschen Buchhandel schrieb dazu: 

„Hochgreves jagdliche Witz- und Anekdotenbücher sind ein ständiger großer buchhändlerischer Erfolg, nicht zuletzt auch wegen ihrer köstlichen Illustrierung durch Geilfus.“

Von 1931 bis in die 1950er Jahre erschienen seine Jagdbilder regelmäßig in der Jagdzeitschrift Wild und Hund, so wurde er in Jagdkreisen bekannt. Zu seinem Werk gehören unter anderem die sogenannten „Hundebilder“, in denen Mensch und Hund verschmelzen. Noch heute sind Geilfus’ Jagdpostkarten begehrte Sammlerstücke.
Bekannt wurde er auch durch seine Werbe-Karikaturen für Blendax-Zahnpasta, die Margarine Rama und den Lauterbacher Strolch, einen regionalen Camembert.
Geilfus schuf auch Städte- und Architekturansichten, darunter Motive aus der Altstadt von Frankfurt am Main. Auch die im Krieg zerstörte Altstadt Gießens lag ihm am Herzen. Werke Geilfus’ mit dortigen Motiven in Kreide und Pastell gehören zu den Exponaten im Oberhessischen Museum in Gießen. Insgesamt sind über 500 Bilder von ihm bekannt und katalogisiert.
In der Ausgabe vom April 1980 der Mitgliederzeitschrift des Oberösterreichischen Landesjagdverbandes, „Der oberösterreichische Jäger“, wurde den ’lustigen’ Jagdbildern von Geilfus bereits ein „historischer Wert“ zugesprochen, da deren „Aussage noch so gut wie zur Zeit ihrer Entstehung“ gelte.

## Gedenken
- Ein Gedenkstein erinnert in Bad Nauheim an Heinz Geilfus.[10] Der sogenannte Geilfus-Stein, ein großer Findling mit seinem Namenszug, wurde 1964 durch den Jagdklub Bad Nauheim aufgestellt.[6]
- Im Dorf Villingen bei Hungen, wo Geilfus viele Jahre zur Jagd ging, gibt es den nach ihm benannten Geilfußweg.[3]
- In den 2010er und frühen 2020er Jahren brachte der Verlag Wild und Hund mehrere Wandkalender mit Werken von Heinz Geilfus heraus.

## Werke (Auswahl)
Illustrationen von Werken Dritter
- Wilhelm Hochgreve: Jägerpaprika. Über 300 der besten Jäger- und Fischerwitze. Mit 6 Abbildungen von Heinz Geilfus. 3. Auflage, P. Schettlers Erben, Cöthen 1926.
- Hundert Jahre hessisches Staatsbad Bad Nauheim 1835–1935. [Entwurf und Zeichnungen: Heinz Geilfus]. Hessisches Staatsbad, Kindt, Gießen 1935.
- Wilhelm Hochgreve: Die verbogene Flinte. Ein lustiges Buch für Jäger und Fischer, Leicht- und Schwermütige. Mit 16 Abbildungen von Heinz Geilfus. Parey, Berlin 1936.
- Wilhelm Hochgreve: Da kichert Diana: neue Späße u. Schnurren aus d. Jäger- u. Anglerleben. Parey, Berlin 1937.

eigene Publikationen
- Lustige Jägerfibel. Mit 60 Zeichnungen. Herausgegeben im Auftrag des Reichsbundes Deutsche Jägerschaft, Parey, Berlin 1937.
- Vermeidbare Jagdunfälle in Bildern. Parey, Berlin 1937.

Bildermappen
- Komische Käuze. Eine lust. Jagdmappe mit 8 humorist. Aquarellen u. Zeichnungen. St. Hubertus, P. Schettlers Erben, Cöthen 1925.
- Es blies ein Jäger wohl in sein Horn. 10 lustige vierfarbige Bilder für den Waidmann. Parey, Berlin 1938.
- Mein Skizzenbuch. Parey, Hamburg und Berlin 1952.
- Auf’s Blatt getroffen: 16 humoristische Blätter von Jägern und der Jagd. Parey, Berlin 1955.